# Agrupación de Fuerzas Especiales Antiterroristas Urbanas
La Agrupación de Fuerzas Especiales Antiterroristas Urbanas, igualmente conocida como AFEAU es una unidad de operaciones especiales de primer nivel de las Fuerzas Militares de Colombia.
Considerada actualmente como la unidad militar mejor preparada y entrenada en maniobras de antiterrorismo y combate urbano  en toda  Latinoamérica, por su constante entrenamiento con unidades especiales de naciones aliadas extranjeras, su experiencia de combate real y su hegemonía en el ejercicio militar conjunto de fuerzas comando, donde participan más de 17 naciones entre ellas Argentina, Bahamas, Barbados, Belice, Brasil, Colombia, Costa Rica, Ecuador, El Salvador, Estados Unidos, Guatemala, Honduras, Jamaica, México, Panamá, Paraguay y República Dominicana.
La Agrupación cuenta con experiencia de combate tanto interno como en el extranjero, aunque sus misiones sean clasificadas debido a su función, se conoce sobre el entrenamiento conjunto con fuerzas como Fuerza Delta, Groupe d’Intervention de la Gendarmerie Nationale,  Servicio Aéreo Especial, Legión Extranjera Francesa, Equipos Tierra, Mar y Aire de la Armada de los Estados Unidos también han recibido asesoramiento de grupos tales Sayeret Matkal, Mando de Operaciones Especiales de las Fuerzas del Cuerpo de Marines de los Estados Unidos, Yamam siendo de gran apoyo en el conflicto colombiano y en la lucha del narcotráfico.
Diversas unidades colombianas dicen que la agrupación ha cambiado de nombre; sin embargo, debido a su naturaleza clasificada, no se puede afirmar ni desmentir esto.

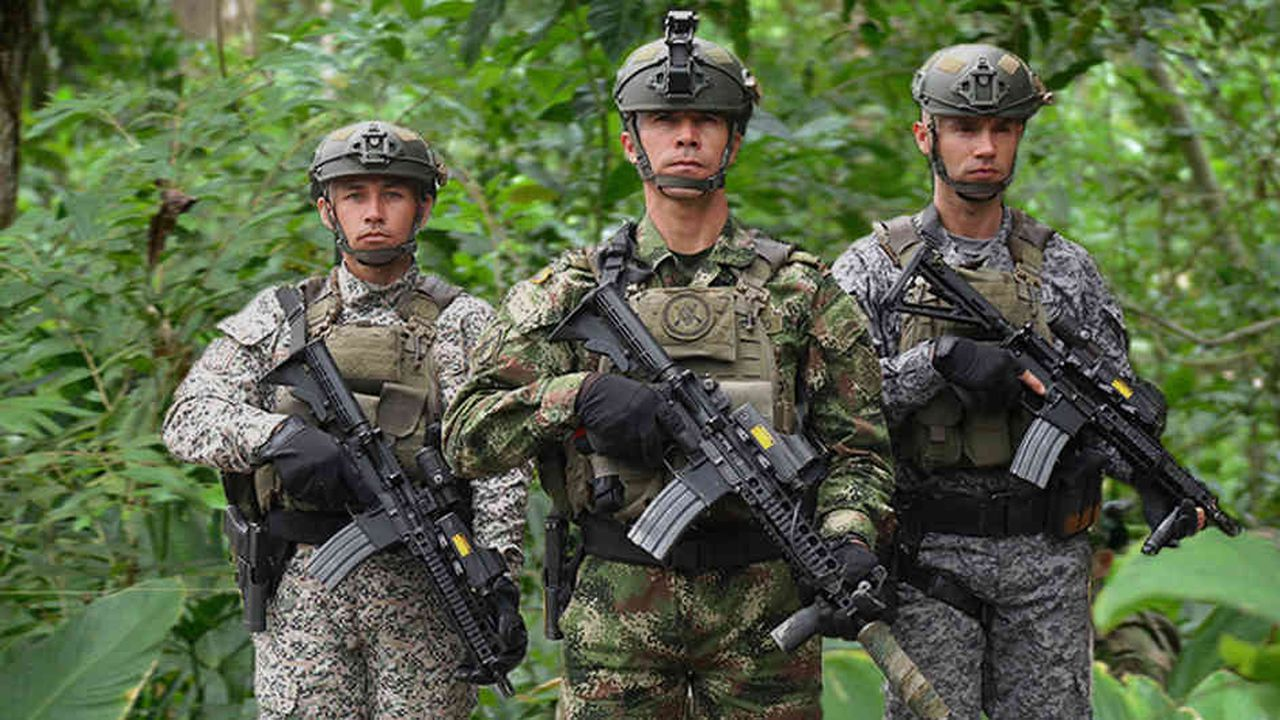
Agrupación de Fuerzas Especiales Antiterroristas Urbanas

En cuanto a la especialización como miembro de las AFEAU no se conoce sobre su profundización y capacitación, ya que esta unidad esta dedicada más que todo a operaciones que afectan el orden estratégico nacional, por esta razón sus capacidades se mantienen como secreto de estado, aunque como mínimo se pueden asumir que incluyen pero no están limitadas a:
| - Curso de Paracaidismo básico en línea estática - Curso de Lancero - Curso FF.EE de Fuerzas Especiales. - Curso de Fuerzas Especiales Urbanas Interno para Operadores de la AFEAU. - Curso de Buceo Militar. - Operaciones especiales en selva - Operaciones especiales en alta montaña - Operaciones especiales en desierto - Buceo táctico (Medusa) - Infiltración marina - Demoliciones submarinas - Combate anfibio - Acción directa - Reconocimiento - Contraterrorismo - Nadador de seguridad/supervivencia de combate en el agua - Curso de Segundo Idioma - Inteligencia / Contrainteligencia - Entrenamiento de operaciones combinadas - Conducción defensiva y/o ofensiva avanzada - Protección VIPs - Habilidades combinadas | - Curso Gasda, entre Otros. - Doctrina - Especialización - Planeamiento - Enfermero de combate - Explosivos - Armamento - Comunicaciones - Inteligencia - Habilidades Aéreas - Salto militar en caída libre - Jefe de Salto - Explorador - Empacador - HALO / HAHO - Curso M.A.U. de maniobras urbanas - Sanidad (enfermero de combate avanzado) - Comunicaciones avanzadas - Planeamiento avanzado - Brecheo - Disparo con pistola - Disparo con fusil - Tiro de alta precisión avanzado T.A.P. - Asalto aéreo - Combate urbano - Combate cercano - Despeje de lineales - Manejo de crisis |

Esta unidad está bajo el mando directo del Comando Conjunto de Operaciones Especiales y del Presidente de la República, les está permitido la utilización de cualquier transporte aéreo militar o de apariencia civil que garantice su movilidad, el uso de todo tipo de armamento, uniformes y equipo adicional que necesite para llevar a cabo sus misiones.

## Historia
La Agrupación de Fuerzas Especiales Antiterroristas Urbanas, fueron creados en las Fuerzas Militares de Colombia, para contrarrestar acciones terroristas en ciudad y no deben ser confundidos con AFEUR (Fuerzas especiales urbanas) que es un componente diferente de fuerzas especiales. La primera fuerza élite en esta modalidad fue la Agrupación de Fuerzas Especiales, creadas luego de la toma del Palacio de Justicia en 1985. Esta unidad ha desarrollado durante casi 20 años de existencia operaciones de importancia táctica y estratégica, destacándose así por su efectividad, así como su mínimo margen de error.
Debido a las acciones de grupos guerrilleros cometidas en diversas ciudades, el ejército vio la necesidad de crear una unidad especialmente entrenada para lidiar con estas amenazas. Dos actos terroristas en particular influyeron en la creación de la unidad: la toma de la embajada de la República Dominicana en 1980 y la toma del Palacio de Justicia en 1985.
La unidad fue concebida para realizar y coordinar operaciones con otras unidades del ejército. Con el paso del tiempo, la experiencia y efectividad de la unidad se incrementó, y en el año 2003 el gobierno decidió establecer unidades de operaciones en cada ciudad importante del país. Todas estas unidades son pequeñas en tamaño y entrenadas por una sola entidad, operando bajo el nombre de AFEAU.
Ese mismo año la Armada de Colombia creó su propia unidad del AFEAU adjunta al cuerpo de la Infantería de Marina. A pesar de estar entrenada por el ejército, la unidad de la armada se especializa en infiltración y combate submarino, debido a su naturaleza anfibia. Su misión radica en ejecutar las mismas acciones que su contraparte en el ejército, y más aún el proveer apoyo de operaciones especiales a unidades convencionales cuando operan en áreas suburbanas.
La unidad nacida de AFEUR ahora con más capacidad y entrenamiento, diferenciada por agregar el antiterrorismo a sus capacidades (AFEAU) formó parte de la operación de protección del expresidente George W. Bush durante su visita a Cartagena en diciembre de 2004 y en Bogotá durante marzo de 2005 (200 elementos del AFEAU y AFEUR proporcionaron el segundo cerco de seguridad, siendo el primero del Servicio Secreto).

## Torneo de Fuerzas Comando
Fuerzas Comando 2022 fue un ejercicio patrocinado por el Comando Sur de EE. UU., ejecutado por el Comando Sur de Operaciones Especiales de EE. UU. (SOCSOUTH) .
El ejercicio tiene dos partes: una competencia de habilidades y un seminario para líderes sénior .
A través de la competencia amistosa, este ejercicio promueve la interoperabilidad, las relaciones entre militares, aumenta el conocimiento de capacitación y mejora la seguridad regional. Personal militar, policial y civil de las naciones participantes en el ejercicio. El evento demuestra y pone a prueba las habilidades de los participantes a través de competencias de las fuerzas de operaciones especiales más profesionales del continente.
La competencia multinacional de habilidades de operaciones especiales y el seminario de liderazgo sénior de este último año(2022) fue organizado por el Ministerio de Defensa de Honduras. 
donde después de 10 días de competencia el equipo de comandos colombianos se lleva la 11° corona como campeón del continente,  de las 16° válidas realizadas desde 2004
SOCSOUTH , con sede en la Base de la Reserva Aérea de Homestead, Florida, es el comando de ejecución líder de EE. UU. para el ejercicio.
SOCSOUTH sirve como componente de operaciones especiales para el Comando Sur de EE. UU.

## Naciones participantes
Argentina, Bahamas, Barbados, Belice, Brasil, Colombia, Costa Rica, Ecuador, República Dominicana, El Salvador, Guatemala, Honduras, Jamaica, México, Panamá, Paraguay y Estados Unidos de América.

## Seminario para líderes sénior (programa de visitantes distinguidos)
El Programa de Visitantes Distinguidos, también conocido como el Seminario de Líderes Superiores, está diseñado para facilitar un diálogo entre los representantes militares, gubernamentales y académicos de la región sobre el fortalecimiento de las asociaciones y la seguridad regional. El foro reúne a líderes clave de los países participantes para discutir temas como las redes de amenazas transnacionales y transregionales y el impacto que esas amenazas tienen en la seguridad y la estabilidad regionales. 

## Fondo
Este fue el 16.º ejercicio de Fuerzas Comando. El ejercicio se ha llevado a cabo principalmente en América Central, del Sur y el Caribe desde 2004. patrocinado por el US Southern Command y el US Special Operations Command, participan equipos de Argentina, Bolivia, Chile, Costa Rica, Ecuador, El Salvador, Estados Unidos, Guatemala, Honduras, Jamaica, Nicaragua, Panamá, Paraguay, República Dominicana, Perú y Uruguay.

## Armamento
| Nombre                              | Imagen                                                                                | Tipo de arma                                                | Estado | Calibre                   | Origen             |
| Pistolas                            | Pistolas                                                                              | Pistolas                                                    | Pistolas | Pistolas                  | Pistolas           |
| ----------------------------------- | ------------------------------------------------------------------------------------- | ----------------------------------------------------------- | --- | ------------------------- | ------------------ |
| Pistola Glock 17                    |                                                                                       | Arma de defensa personal                                    | En servicio con unidades especiales | 9*19 mm                   | Austria            |
| Pistola Glock 19                    |                                                                                       | Arma de defensa personal                                    | En servicio con unidades especiales | 9*19 mm                   | Austria            |
| Subfusiles                          |                                                                                       |                                                             | |                           |                    |
| X95S                                |                                                                                       | Subametralladora                                            | En uso | 9*19 mm                   | Israel             |
| Fusiles de asalto                   |                                                                                       |                                                             | |                           |                    |
| TAVOR TAR 21                        |                                                                                       | Fusil de Asalto                                             | En uso | 5,56 mm                   | Israel             |
| X95                                 |                                                                                       | Fusil de Asalto                                             | En uso | 5,56 mm                   | Israel             |
| M4                                  |                                                                                       | Fusil de Asalto                                             | Bloque inferior usualmente Colt, bloque superior LMT con cañón de 11,5 pul, Daniel Defense, Sig Sauer, Colt... en diferentes dimensiones            | 5,56 mm                   | Estados Unidos     |
| Fusiles de precisión                |                                                                                       |                                                             | |                           |                    |
| M24 SWS                             |                                                                                       | Fusil de cerrojo de precisión                               | En uso por francotiradores en versiones A2 | 7,62 mm                   | Estados Unidos     |
| Barrett REC10                       |                                                                                       | Fusil semiautomático de tirador designado                   | En uso por tiradores designados, francotiradores y unidades especiales                                                                              | 7,62 mm                   | Estados Unidos     |
| Remington R11 RSASS                 |                                                                                       | Fusil semiautomático de tirador designado                   | En uso por tiradores designados, francotiradores y unidades especiales                                                                              | 7,62 mm                   | Estados Unidos     |
| Barrett M98B                        |                                                                                       | Fusil de cerrojo de precisión                               | En uso por tiradores designados, tiradores de plataforma y unidades especiales                                                                      | 7,62 mm .338 Lapua Magnum | Estados Unidos     |
| Remington MSR                       |                                                                                       | Fusil de cerrojo de precisión multicalibre                  | En uso por tiradores designados, tiradores de plataforma y unidades especiales                                                                      | 7,62 mm .338 Lapua Magnum | Estados Unidos     |
| Barrett MRAD                        |                                                                                       | Fusil de cerrojo de precisión multicalibre                  | En uso por tiradores designados, tiradores de plataforma y unidades especiales                                                                      | 7,62 mm .338 Lapua Magnum | Estados Unidos     |
| Ametralladoras ligeras              |                                                                                       |                                                             | |                           |                    |
| Ametralladora M249 SAWFN Minimi MK3 |                                                                                       | Ametralladora ligera                                        | En uso | 5,56 mm                   | Estados Unidos     |
| IWI Negev                           |                                                                                       | Ametralladora ligera                                        | En uso | 5,56 mm                   | Israel Colombia    |
| Ametralladoras medias               |                                                                                       |                                                             | |                           |                    |
| IMI Negev NG-7                      |                                                                                       | Ametralladora media                                         | En producción por indumil Colombia | 7,62 mm                   | Israel Colombia    |
| Ametralladora M60                   |                                                                                       | Ametralladora media / Ametralladora de propósito general    | En uso, modernizada a estándar E4 / E6 | 7,62 mm                   | Estados Unidos     |
| Ametralladora M240                  |                                                                                       | Ametralladora media / Ametralladora de propósito general    | En uso | 7,62 mm                   | Estados Unidos     |
| Escopetas                           |                                                                                       |                                                             | |                           |                    |
| Mossberg 500                        | Usado por el ejercito y la policia                                                    | Escopeta de Uso reglamentario                               | Usado por el ejército, la policía, la armada, la infantería de marina y el CCOES (fuerzas especiales)                                               | Calibre 12                | Estados Unidos     |
| Remington 870                       |                                                                                       | Escopeta                                                    | Usado por el ejército, la infantería de marina y el CCOES (Fuerzas especiales)                                                                      | Calibre 12                | Estados Unidos     |
| Benelli M4                          |                                                                                       | Escopeta                                                    | Usada por el CCOES (Fuerzas especiales) | Calibre 12                | Italia             |
| Lanzagranadas                       |                                                                                       |                                                             | |                           |                    |
| lanzagranadas M79                   | Usado por el ejercito y la policia antinarcoticos para destruir laboratorios ilegales | Lanzagranadas                                               | ~400m de alcance efectivo | En Uso                    | Estados Unidos     |
| Lanzagranadas Mk 19                 |                                                                                       | Lanzagranadas                                               | 1500m de alcance efectivo, 2200 de alcance máximo, usado con munición 40x53mm de alta velocidad importada                                           | En Uso                    | Estados Unidos     |
| Lanzagranadas Milkor MGL MK1        |                                                                                       | Lanzagranadas                                               | ~400m con munición 40x46mm de velocidad estándar y 800m con 40x51mm de velocidad media, producido bajo licencia por Indumil                         | En Uso                    | Sudáfrica Colombia |
| M203                                |                                                                                       | Lanzagranadas de toma única granada bajo el cañón del fusil | ~400m con munición 40x46mm | En Uso                    | Estados Unidos     |
| Lanzagranadas IMC-40                |                                                                                       | Lanzagranadas de toma única granada bajo el cañón del fusil | ~400m con munición 40x46mm, se han hecho experimentos para pasar a munición de velocidad media 40x51mm                                              | En Uso                    | Colombia           |
| Ametralladoras pesadas              |                                                                                       |                                                             | |                           |                    |
| Ametralladora M2HB                  |                                                                                       | Ametralladora pesada                                        | En uso con afustes en bases, aviación y vehículos                                                                                                   | 12,7 mm                   | Estados Unidos     |
| Minigun                             |                                                                                       | Ametralladora pesada tipo Gatling                           | En uso con afustes de los helicópteros UH-60L, Mil MI-17, UH-1 II Huey II y Bell UH-1N que brindan apoyo a los comandos                             | 7,62 mm                   | Estados Unidos     |
| Ametralladora GAU-19A               |                                                                                       | Ametralladora pesada tipo Gatling                           | En uso con afustes de los helicópteros de la aviación del Ejército UH-60L, Mil MI-17, UH-1 II Huey II y Bell UH-1N que brindan apoyo a los comandos | 12,7 mm                   | Estados Unidos     |